# Clariana (Argençola)
Clariana és un petit nucli de població del terme d'Argençola a la comarca natural de la Segarra, encara que administrativament forma part de l'Anoia.
Està situat a l'est del terme municipal i el 2023 tenia 38 habitants. Una carretera local comunica el poble amb la N-II. La base de la seva economia és la ramaderia i l'agricultura de secà.

## Llocs d'interès
- Ruïnes de l'antic Castell de Clariana.